# I Wanna Thank Me
I Wanna Thank Me é o décimo sétimo álbum de estúdio do rapper estadunidense Snoop Dogg. Foi lançado em 16 de agosto de 2019 pelas editoras discográficas Doggystyle Records e Empire Distribution. O álbum conta com as participações especiais de Chris Brown, YG, Mustard, Slick Rick, Russ, Wiz Khalifa, Anitta, vocais póstumos de Nate Dogg, entre outros artistas.

## Antecedentes
Em 27 de março de 2019 anunciou em sua conta no Instagram que lançaria seu novo álbum em maio do mesmo ano. Porem a data de lançamento foi adiada para 16 de agosto.

## Desempenho comercial
O álbum estreou na 76° posição na Billboard 200, a principal parada musical que ranqueia os álbuns mais populares da semana no Estados Unidos, vendendo o equivalente a 9 mil copias na sua semana de estreia.

## Lista de faixas
| N.º            | Título                                                                                   | Duração |  |
| 1.             | "What U Talkin' Bout"                                                                    | 2:43    |  |
| 2.             | "So Misinformed" (com participação especial de Slick Rick)                               | 3:52    |  |
| 3.             | "Let Bygones Be Bygones"                                                                 | 3:05    |  |
| 4.             | "One Blood, One Cuzz" (com participação especial de DJ Battlecat)                        | 3:53    |  |
| 5.             | "Countdown" (com participação especial de Swizz Beatz)                                   | 2:19    |  |
| 6.             | "I C Your Bullshit"                                                                      | 3:47    |  |
| 7.             | "Turn Me On" (com participação especial de Chris Brown)                                  | 3:18    |  |
| 8.             | "Blue Face Hunnids" (com participação especial de YG e Mustard)                          | 3:17    |  |
| 9.             | "New Booty"                                                                              | 3:01    |  |
| 10.            | "Take Me Away" (com participação especial de Russ e Wiz Khalifa)                         | 3:56    |  |
| 11.            | "Do It When I'm In It" (com participação especial de Jermaine Dupri, Ozuna e Slim Jxmmi) | 3:54    |  |
| 12.            | "First Place" (com participação especial de Tdot Illdude)                                | 3:38    |  |
| 13.            | "Focused"                                                                                | 2:43    |  |
| 14.            | "Rise to The Top" (com participação especial de Swizz Beatz e Trey Songz)                | 4:32    |  |
| 15.            | "Wintertime in June" (com participação especial de Nate Dogg)                            | 4:58    |  |
| 16.            | "Doo Wop Thank Me" (com participação especial de The HamilTones)                         | 0:59    |  |
| 17.            | "Main Phone" (com participação especial de Stresmatic e Rick Rock)                       | 3:41    |  |
| 18.            | "Do You Like I Do" (com participação especial de Lil Duval)                              | 3:58    |  |
| 19.            | "I've Been Looking For You" (com participação especial de Eric Jaye)                     | 4:09    |  |
| 20.            | "Little Square UBitchU" (com participação especial de Anitta)                            | 2:34    |  |
| 21.            | "Ventalation" (com participação especial de Azjah, RJ e $tupid Young)                    | 3:25    |  |
| 22.            | "I Wanna Thank Me" (com participação especial de Marknoxx)                               | 3:41    |  |
| Duração total: | Duração total:                                                                           | 75:23   |  |

## Desempenho nas paradas musicais
| Paradas (2019)                          | Melhor posição |
| --------------------------------------- | -------------- |
| Austrália (ARIA Digital Albums)         | 25             |
| Bélgica (Ultratop Flandres)             | 63             |
| Canadá (Billboard)                      | 83             |
| Estados Unidos (Billboard 200)          | 76             |
| Estados Unidos (Top R&B/Hip Hop Albums) | 41             |
| França (SNEP)                           | 129            |
| Países Baixos (Dutch Charts)            | 40             |
| Suíça (Schweizer Hitparade)             | 23             |

## Histórico de lançamento
| País           | Data                 | Formato                               | editora discográfica | Referência |
| -------------- | -------------------- | ------------------------------------- | -------------------- | ---------- |
| Estados Unidos | 16 de agosto de 2019 | Descarga digital Transmissão contínua | Doggystyle Empire    | [ 13 ]     |